# Alexander von Weiss (Ingenieur)
Alexander Karl Clemens von Weiss (* 22. Oktober 1840 in Uchten in Estland; † 25. November 1921 in Wardes in Estland) war ein deutsch-baltischer Ingenieur, Gutsbesitzer und Politiker.

## Leben

### Herkunft und Familie
Er wurde geboren als Sohn des Generalmajors Alexander von Weiss, Gutsherr von Uchten in Estland, und dessen Frau Elisabeth geborene von Wrangell.
Von Weiss war seit 1869 mit Alexandrine geborene Gräfin Nieroth, Tochter des Generals der Kavallerie Alexander Graf Nieroth verheiratet. Aus der Ehe gingen vier Töchter und zwei Söhne hervor. Sein älterer Sohn war der spätere Kommandeur des Baltenregiments Konstantin von Weiss.

### Werdegang

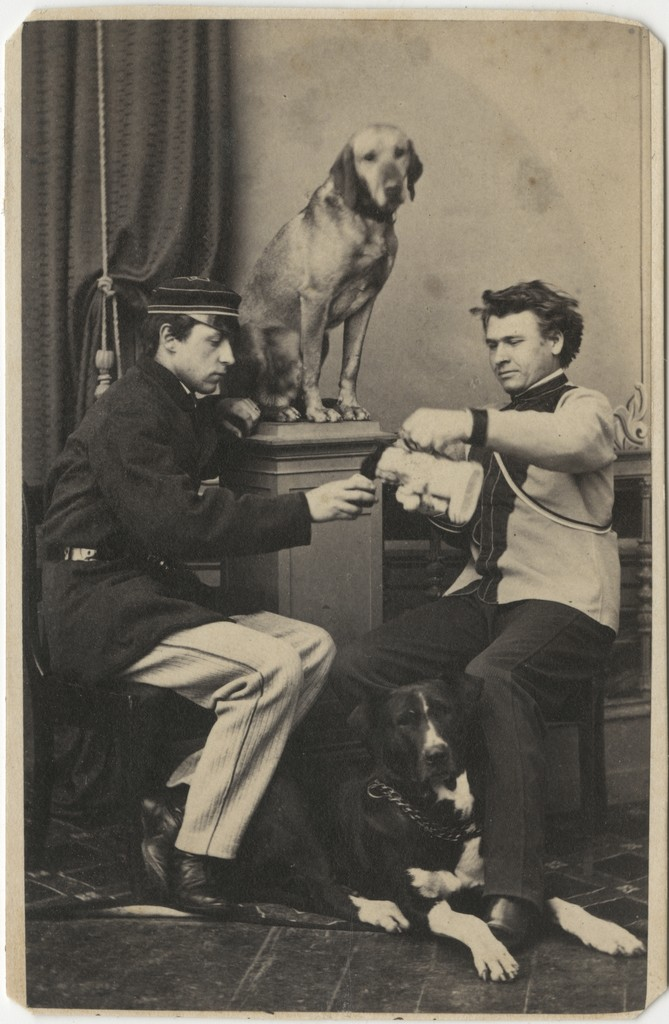
Alexander von Weiss und Richard von Kügelgen als Studenten

Er besuchte Alexander von Weiss die Ritter- und Domschule zu Reval, an der er 1860 das Abitur erlangte. Vom Sommersemester 1861 bis zum Sommersemester 1862 studierte er an der Kaiserlichen Universität Dorpat Mathematik und vom Wintersemester 1862 bis zum Sommersemester 1865 Astronomie. Zu Beginn des Studiums wurde er Mitglied der Estonia Dorpat. Nach der Graduierung studierte er vom Wintersemester 1865 bis zum Sommersemester 1867 am Polytechnikum Karlsruhe Bauingenieurwesen. Zunächst Zahlender Gast wurde er Anfang 1866 zum Ehrenmitglied der Baltica Karlsruhe ernannt.
Nach Abschluss des Studiums war er von 1867 bis 1873 als Ingenieur beim Bau der südrussischen Bahnen des Barons C. von Ungern-Sternberg tätig. Von 1874 bis 1879 wirkte er am Bau der Alexanderbrücke in Sankt Petersburg mit. Von 1880 bis 1885 war er Ingenieur beim Bau des Hafens in Reval. Seit 1881 war er Besitzer des Gutes Wardes bei Wesenberg, das er 1905 an seinen älteren Sohn Konstantin übergab. Von 1902 bis 1912 war er ständiges Glied der estländischen Landeswegekommission.